# Wanted: A Home
Wanted: A Home è un film muto del 1916 diretto e prodotto da Phillips Smalley e da  Lois Weber.

## Trama
Mina Rogers, una giovane donna senza fissa dimora, dopo aver lavorato come domestica presso tre infermiere, decide di presentarsi sotto mentite spoglie nella casa dove una delle tre è attesa per prendersi cura di Harvey Gorman, un ricco invalido. Fingendo di essere lei l'infermiera, Mina suscita però i sospetti di Roberts, l'infermiere personale di Gorman. L'uomo la ricatta, costringendola ad assecondarlo nei suoi piani delittuosi nei confronti del padrone. Quando Gorman viene trovato morto, avvelenato, Mina viene accusata dell'omicidio. In realtà, la ragazza ha solo cercato - dietro indicazione di Roberts - di sedurre il caposquadra del ranch al quale Gorman ha lasciato i suoi soldi. L'innocenza di Mina verrà riconosciuta e il dottor Prine, il medico di Gorman, ormai innamorato della ragazza, le perdona il suo passato dopo aver conosciuto tutti i particolari della sua difficile vita.

## Produzione
Alcune scene del film, prodotto dall'Universal Film Manufacturing Company (con il nome Bluebird Photoplays), vennero girate nell'Elliot-Brandt, un ranch fuori Los Angeles.

## Distribuzione
Il copyright del film, richiesto dalla Bluebird Photoplays, Inc., fu registrato il 9 settembre 1916 con il numero LP9079.
Distribuito dall'Universal Film Manufacturing Company (come Bluebird Photoplays), il film uscì nelle sale statunitensi il 2 ottobre 1916.

### Data di uscita
- USA  2 ottobre 1916

Alias
- Wanted: A Home  USA
- Wanted — A Home USA (titolo alternativo)
- Wanted, a Home USA (titolo alternativo)

Non si conoscono copie ancora esistenti della pellicola che viene considerata presumibilmente perduta.